# Andrzej Wielowieyski
Andrzej Jan Wielowieyski (ur. 16 grudnia 1927 w Warszawie) – polski prawnik i polityk, działacz katolicki, działacz opozycji demokratycznej w PRL. Senator I i V kadencji (1989–1991, 2001–2005), poseł na Sejm I, II i III kadencji (1991–2001), wicemarszałek Senatu I kadencji (1989–1991), deputowany do Parlamentu Europejskiego VI kadencji (2008–2009). Kawaler Orderu Orła Białego.

## Życiorys
Syn Zbigniewa (1894–1970), majora kawalerii Wojska Polskiego, i Katarzyny (1900–1984). W czasie okupacji niemieckiej kontynuował naukę na tajnych kompletach, w wieku 16 lat uzyskał konspiracyjną maturę. W 1943 wstąpił do Armii Krajowej, gdzie przyjął pseudonim „Wir”. Jako podchorąży służył w 27 Pułku Piechoty Armii Krajowej.
W latach 1945–1948 należał do Związku Młodzieży Wiejskiej RP „Wici”. W 1947 ukończył studia na Wydziale Prawa Uniwersytetu Jagiellońskiego. W latach 1948–1952 pracował kolejno w Ministerstwie Skarbu i Ministerstwie Finansów. W latach 1952–1955 pracował w Dyrekcji Budowy Osiedli Robotniczych. Od 1956 do 1961 był zatrudniony w Miejskiej Komisji Planowania Gospodarczego w Warszawie. W latach 1955–1962 uczestnik spotkań Klubu Krzywego Koła. Od 1957 członek warszawskiego Klubu Inteligencji Katolickiej, od 1965 do 1972 jego wiceprezes, natomiast w latach 1972–1981 i ponownie od 1984 do 1989 pełnił funkcje sekretarza generalnego. W latach 1962–1984 był członkiem redakcji miesięcznika „Więź”. W sierpniu 1976 był sygnatariuszem apelu do przewodniczącego Rady Państwa Henryka Jabłońskiego w sprawie represjonowanych robotników Radomia i Ursusa.
Był członkiem Komisji Ekspertów przy Prezydium Międzyzakładowego Komitetu Strajkowego podczas strajków w sierpniu 1980. W 1981 został powołany na kierownika ekspertów NSZZ „Solidarność” zgrupowanych w ramach Ośrodka Prac Społeczno-Zawodowych. Od 1982 pracował w redakcjach czasopism katolickich: „Królowa Apostołów” oraz „Gość Niedzielny”. W latach 1981–1985 zasiadał w Prymasowskiej Radzie Społecznej. Uczestniczył w pracach Centrum Obywatelskich Inicjatyw Ustawodawczych Solidarności. Od 1983 był jednym z doradców Lecha Wałęsy. W 1987 wszedł w skład zespołu ekspertów Krajowej Komisji Wykonawczej NSZZ „Solidarność”. W 1988 był współorganizatorem Komitetu Obywatelskiego „Solidarność”. W 1989 uczestniczył w pracach Okrągłego Stołu: posiedzeniach plenarnych oraz w zespole ds. gospodarki i polityki społecznej. Był przewodniczącym grupy roboczej ds. indeksacji i polityki społecznej.
W wyborach parlamentarnych w 1989 został wybrany na senatora I kadencji z województwa katowickiego jako kandydat KO „Solidarność”. 19 lipca 1989 podczas wyborów prezydenckich przez Zgromadzenie Narodowe celowo oddał głos nieważny, przez co wraz z kilkoma innymi parlamentarzystami Obywatelskiego Klubu Parlamentarnego umożliwił wybór na to stanowisko Wojciecha Jaruzelskiego. W Senacie pełnił wówczas funkcje wicemarszałka oraz przewodniczącego senatorów OKP.
W 1990 był wśród założycieli Ruchu Obywatelskiego Akcja Demokratyczna. W latach 1991–1994 należał do Unii Demokratycznej. Od 1994 do 2005 należał do Unii Wolności. W 2005 został członkiem powstałej z jej przekształcenia Partii Demokratycznej – demokraci.pl, a w 2016 jej kontynuatorki – Unii Europejskich Demokratów.
W wyborach w 1991, 1993 i 1997 uzyskiwał mandat posła na Sejm I, II i III kadencji z listy kolejno UD i UW z okręgów warszawskich: nr 1 (1991–1993) i nr 1 (1993–2001). W komisjach sejmowych zajmował się głównie budżetem, sprawami gospodarczymi oraz samorządem terytorialnym. W latach 1991–2004 był przewodniczącym delegacji polskiej do Zgromadzenia Parlamentarnego Rady Europy.
W 2001 został wybrany na senatora V kadencji z okręgu wyborczego nr 19 z ramienia Bloku Senat 2001. W latach 2003–2005 zasiadał w kole senackim Unii Wolności, później w kole senackim demokraci.pl. W 2005 bez powodzenia ubiegał się ponownie o mandat senatora, uzyskawszy 136 089 głosów w okręgu wyborczym nr 18.
W 2004 w wyborach do Parlamentu Europejskiego zdobył drugi wynik w okręgu warszawskim na liście Unii Wolności. W 2008 po śmierci Bronisława Geremka zadeklarował zamiar objęcia po nim miejsca w Parlamencie Europejskim. Ślubowanie poselskie złożył 26 sierpnia tego samego roku. W PE należał do Porozumienia Liberałów i Demokratów na rzecz Europy. W wyborach do Parlamentu Europejskiego w 2009 bezskutecznie ubiegał się o reelekcję z listy koalicji Porozumienie dla Przyszłości (jako kandydat Partii Demokratycznej).
Został też członkiem Stowarzyszenia Euro-Atlantyckiego oraz członkiem jury Nagrody Historycznej im. Kazimierza Moczarskiego. Zasiadł także w radzie Fundacji Otwarty Dialog. We wrześniu 2024 przyznano mu tytuł honorowego przewodniczącego UED.
W 2024 swoje prywatne archiwum przekazał do zasobu Archiwum Akt Nowych.

## Życie prywatne
Był żonaty z Zofią z domu Tyszkiewicz, taterniczką, żeglarką i działaczką społeczną; miał z nią siedmioro dzieci, m.in. Agnieszkę i Dominikę.

## Odznaczenia i wyróżnienia
- Order Orła Białego (2011)[15][16]
- Krzyż Komandorski Orderu Odrodzenia Polski (2006)[17]
- Krzyż Walecznych[18]
- Krzyż Partyzancki[18]
- Srebrny Krzyż Zasługi z Mieczami[18]
- Kawaler Legii Honorowej (Francja)[18]

## Publikacje
- Przed trzecim przyśpieszeniem, Biblioteka „Więzi”, 1969.
- Przed nami małżeństwo, Znak, Kraków 1972.
- Tajemnice i niespodzianki historii, Biblioteka „Więzi”, Warszawa 2004.
- Na rozdrożach dziejów: historie prawdziwe i alternatywne, Wydawnictwo Trio 2012.
- Losowi na przekór, Agora, Warszawa 2015.